# 格雷伊夫蟲
格雷伊夫蟲（學名：Graeophonus）是一屬已滅絕的無尾鞭蠍，生存在晚石炭紀的淺水沼澤地、三角洲或潟湖中，其化石被發現於北美和英國。牠們和現代生活在非洲的無尾鞭蠍屬Paracharon有關，且都被置於副蟹鞭蛛科下。

## 特徵
牠們有一個無分隔的背甲，其前部明顯突出。在輪廓分明的球狀突出部長著一雙圓眼，前部長有一副纖細的螯肢用於進食，另有一對強而有力的步行足演化為捕捉獵物之用。腹部由12節體節組成，腿的體節與現代蜘蛛很相似。